# Citroën C3
O Citroën C3 é um modelo citadino ou compacto, produzido pela Citroën desde 2002. O C3 faz parte da estratégia montada pela marca francesa para a substituição do popular Citroën Saxo. A Citroën decidiu apostar no C3 e no C2 para desta forma optimizar a oferta neste importante segmento.
O C3 tem três motorizações a gasolina (1.1, 1.4 e 1.6) e duas a diesel (1.4 e 1.6 HDI). Todos os modelos têm uma caixa manual de 5 velocidades, existindo ainda a transmissão totalmente automática opcional para algumas versões.
De acordo com a informação do Grupo PSA, o C3 tem o mesmo chassis que o Peugeot 1007 e a nível de equipamento partilha muitos dos componentes do Peugeot 206.
O Saxo era um dos automóveis menos espaçosos do seu segmento. Esta situação foi alvo de análise e de estudo pela marca, e o C3 apresenta-se agora como uma das opções mais espaçosas desse segmento.

## Principais equipamentos
- Comando "Plip" de alta-frequência
- Rádio CD com comandos no volante
- Ar condicionado automático
- Limpa-vidros dianteiro automático
- Vidros eléctricos
- Espelhos retrovisores rebatíveis e aquecidos
- Faróis de nevoeiro
- Accionamento automático das luzes
- Aviso de excesso de velocidade
- Seis airbags
- Direcção de assistência variável
- Caixa de velocidades SensoDrive
- Regulador de velocidade no volante (opcional)
- Ajuda ao estacionamento (opcional)
- ABS com REF
- ESP
- Ajuda à travagem de Emergência (AFU)
- Computador de bordo

## C3 Entreprise
A versão comercial oferece um espaço bem simpático para transporte de mercadorias. Dotado de direcção assistida eléctrica e de vários equipamentos de segurança activa e passiva, este modelo revela-se eficaz.

## C3 no Brasil
Fabricado no Brasil, na cidade de Porto Real, adquiriu um lugar de destaque, sendo o segundo modelo com maior sucesso da PSA no país. A introdução da opção motor flex, ou seja, movido a álcool e a gasolina, foi, sem dúvida, um factor decisivo para o êxito do C3 no Brasil.

### Primeira geração (2003–2012)
O Citroën C3 foi apresentado no Brasil em 2003. Inicialmente, apenas foi lançada a versão com motor 1.6 16v. Tratava-se de um compacto premium muito bem equipado, sobretudo se comparado com os carros populares da época. No equipamento de série incluía-se ar-condicionado, direção elétrica, painel digital, vidros elétricos dianteiros e traseiros, travas e retrovisores elétricos, volante com regulagem em altura e profundidade, regulagem da altura do assento, entre outros. O motor, de fabricação nacional, rendia 110 cv e o torque era de 15,4 kgfm a 4.000 rpm. Com ele, o carro tinha um bom desempenho, tanto na aceleração, quanto na velocidade máxima. Mesmo tendo uma boa performance, o foco do modelo não era a esportividade e sim o conforto. A suspensão absorvia as irregularidades do asfalto eficientemente, fornecendo um grande conforto na condução, ainda acrescentado pela direção elétrica, bem macia. O 1.6 16v se oferecia em duas versões; uma muito bem equipada, a Exclusive, e outra mais econômica, a GLX.
Em 2004, com o propósito de alavancar as vendas foi lançada uma versão com motor 1.4 8v – parece que o preço do 1.6 litro, talvez um pouco salgado, estava retraindo os possíveis compradores. Como este era importado, essa economia não foi tanto assim, 12,76% mais barato do que a versão GLX com motor 1.6. Isso se explicava em parte pelo fato do motor ser importado. Mas, além disso, deve se levar em conta que o motor 1.4 8v era bem menos potente que o da versão topo de linha, oferecendo 75 cv e um torque de 12,5 kgfm a 3400 rpm, fato este que amenizava um pouco a diferença ao ser obtido numa faixa mais baixa de rotações. Além do mais, o carro era 35 kg mais leve, o que disfarçava ainda mais a desvantagem.
Em dezembro de 2005 é apresentado o motor 1.6 com tecnologia flex.
Em 2006 se nacionaliza o motor 1.4 8v, virando flex. Para a adaptação ao biocombustível, emprega-se um novo sistema de ignição e injeção da marca Bosch. A empresa otimiza o desempenho da mecânica alterando as curvas de avanço e torque. Desse modo, o carro desenvolve 80 cv e tem um torque de 12,6 kgfm. Saindo ou não em conta a nova versão, o fato é que no ano 2006 as vendas cresceram quase 100%, passando de 12.791 a 22.272 unidades. E continuaram em alta durante os dois anos seguintes. Além do mais, aparece a versão XTR, com visual 4×4, mas sem modificações necessárias para seu uso fora das estradas. Na verdade, é a versão normal com um kit de carroceria.
Em novembro de 2008, o C3 tem uma leve renovação estética, exclusiva para os países do MERCOSUL. O modelo ganha grade, para-choques novos e aros novos (opcionais), além de outras mudanças menores. O cenário econômico brasileiro, como as vendas crescendo expressivamente desde 2004, favorece a boa marcha comercial do C3, na casa dos 35.000 emplacamentos anuais.
Em 2010 atingiu o recorde de vendas no país, com 39.930 emplacamentos. Em 2011 e no começo de 2012 continuou tendo um bom desempenho comercial, registrando apenas uma leve queda.
Em 2011, começa a montar um cambio automático de 4 marchas (AL4), mas só para a versão 1.6 16v Exclusive, convertendo-se esta em topo de linha. Segundo Túlio Moreira, o provador de motorweb, “algumas trocas são feitas com algo de lentidão, o que atrasa a resposta do acelerador”.

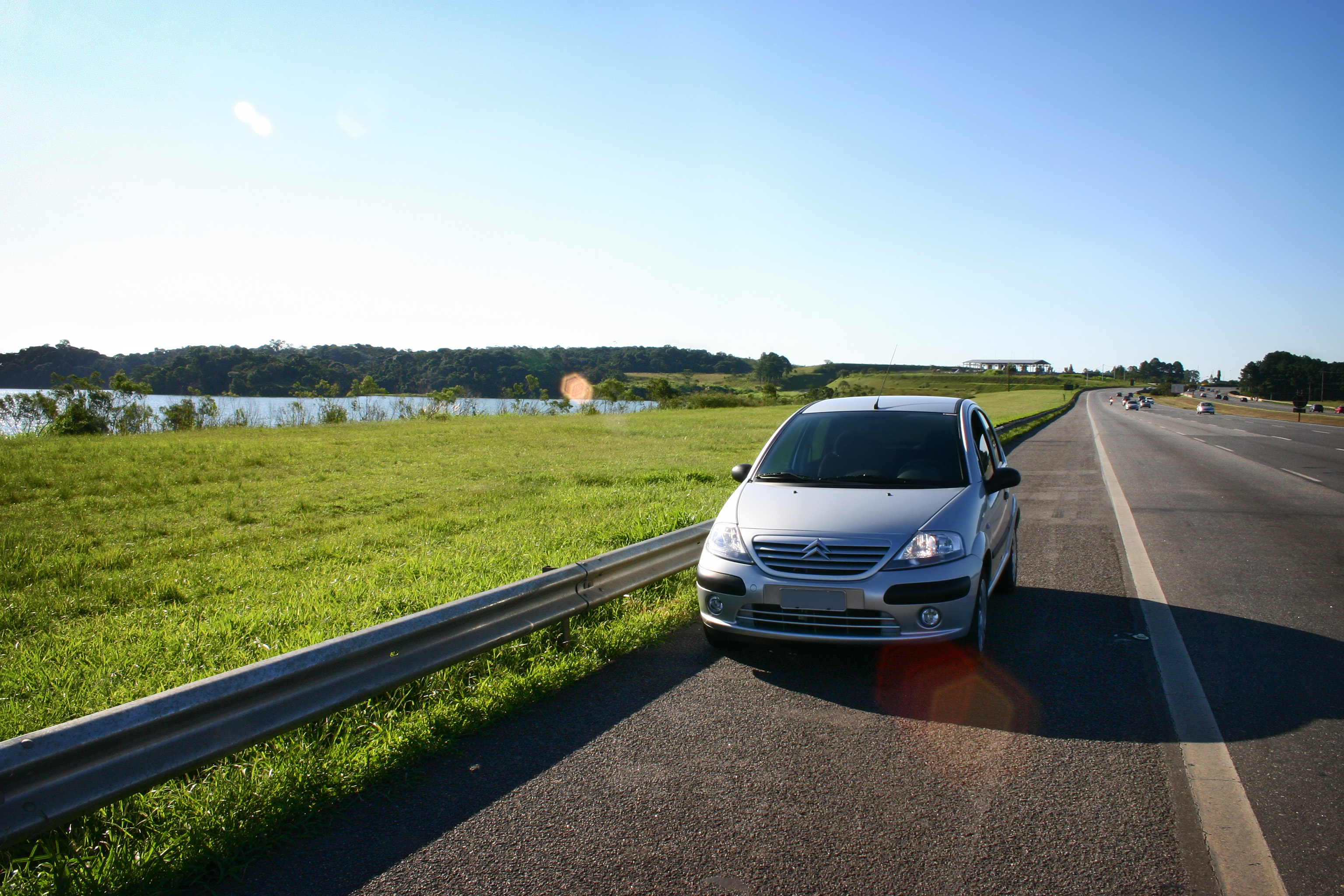
Primeira geração do C3 na imagem

#### Citroën C3 Pluriel

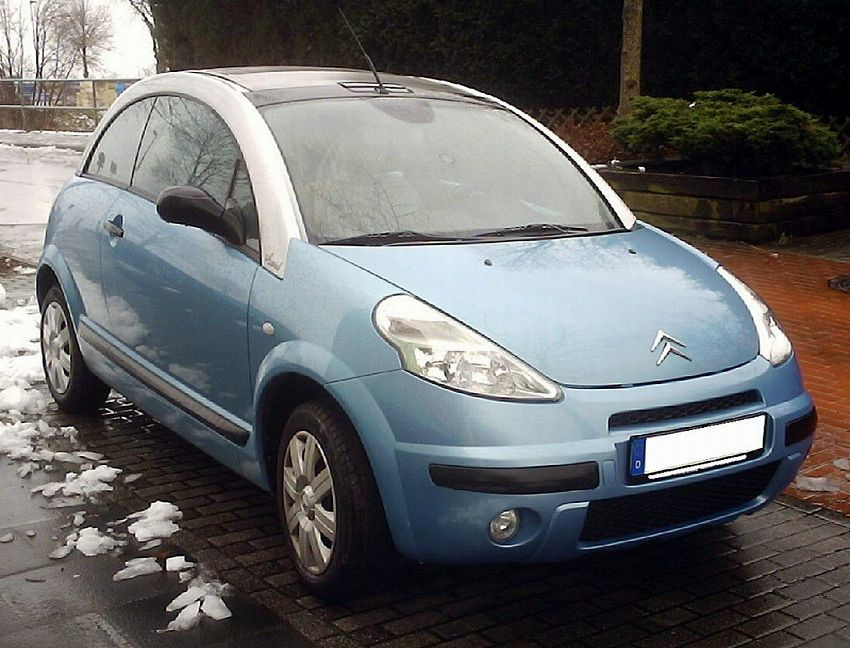
Citroën C3 Pluriel

A Citroën comercializou o C3 Pluriel desde 2003 a 2010 como um conversível com cinco variações de capota aberta, daí o nome. Pluriel é um cognato com o inglês plural.
O C3 Pluriel foi lançado em julho de 2003 e foi originalmente oferecido com a opção de um motor a gasolina 1.4 ou 1.6 L e um motor a diesel 1.4 L. A versão gasolina 1.6 L veio equipada, de série, com uma caixa de velocidades manual automatizada. O Pluriel foi retirado em julho de 2010.
Em outubro de 2013, a revista Top Gear colocou o C3 Pluriel em sua lista de "Os 13 piores carros dos últimos 20 anos".

### Segunda geração (2012 – 2019)
Em meados de 2012, o grupo PSA lança a segunda geração do C3 no Brasil. Foram investidos R$ 400 milhões no carro e no novo motor 1.5 e 450 pessoas trabalharam no desenvolvimento, iniciado em 2009. O novo modelo oferece algumas mudanças visuais com respeito ao modelo europeu, com entrada de ar entre o para-choque e o capô, enfeitada com duas linhas cromadas que integram os chevrons da Citroën (uma mudança que anteciparia a renovação estética da segunda geração na Europa). No interior, as entradas do ar-condicionado são redondas, diferentemente das quadradas do original europeu. Inicialmente, o C3 é oferecido com dois motores, um de 1449 cm3 e 8 válvulas e outro de 1598 cm3 e 16 válvulas nomeado VTi 120 Start Flex . O primeiro é uma evolução do anterior de 1.4 litro. A cilindrada aumentou para ganhar torque e reduzir desse modo o consumo. Rende 93 CV com etanol. Já a versão de 1.6 litro, se trata de um motor que o grupo PSA desenvolveu conjuntamente com a BMW (os alemães o montam no MINI), equipado com injeção direta e bomba de óleo com compressor variável, com 115 cv de potência, 5 a mais do que o anterior 1.6 litro. Vem exclusivamente com câmbio automático ATE8. No volante, umas borboletas oferecem a possibilidade de trocas manuais.
O carro foi desenvolvido sobre a plataforma PF1, a mesma da geração anterior. Por equipamento e pela sua concepção global, o C3 se posiciona na zona alta do segmento B (Ford Fiesta, Chevrolet Sonic, Fiat Punto e Peugeot 208). É 94 mm mais cumprido e 41 mm mais largo do que a geração anterior, mais mantém o mesma distância entre eixos. Exteriormente, as linhas evocam à primeira geração, continuam arredondadas, mas a evolução é evidente. No visual, destaca grandemente o para-brisas panorâmico Zenith e as luzes de led embaixo dos faróis dianteiros. O para-brisas incorpora uma cortina rígida que simula um teto normal quando levada à frente. A qualidade e acabamento dos materiais melhorou muito em comparação com o modelo anterior. Também a suspensão evoluiu, sobretudo na parte traseira, com novo amortecedor. O carro continua sendo especialmente confortável, uma característica tradicional da marca, mas sem comprometer a estabilidade. Comparado com a versão europeia, não traz freio de disco traseiro, nem sequer como opção. Segundo Samuel Dumas, responsável pelo projeto de desenvolvimento do C3 na região do MERCOSUL, o motivo é que nesta zona não é comum atingir as velocidades das estradas europeias.
Em 2016, chega o novo motor 1.2 Puretech substituindo o 1.5 8v. Ele é produzido na fábrica francesa de La Garenne e está adaptado para usar etanol. 150 pessoas pertencentes aos centros técnicos de Porto Real, São Paulo e La Garenne participaram no desenvolvimento da versão brasileira, que levou três anos. A adaptação exigiu subir a compressão de 11:1 a 12,5:1. Rende 84 cv a gasolina e 90 cv com etanol, ambos a 5.750 rpm, e os valores do torque são 12,2 kgfm na gasolina ou 13,0 kgfm no etanol, a 2.750 rpm. Este modelo tem apenas câmbio manual de cinco marchas. Para garantir a resistência do motor foram feitas as seguintes modificações: uso de injetores cabeça de pistão para melhorar a proteção do conjunto aneis-pistão; reforço de sedes e válvulas; e a montagem de velas especiais. Ele é um tricilíndrico tecnologicamente avançado e muito eficiente, com variador de fase dos comandos de válvula e sistema de arrefecimento duplo. Em marcha, se sentem leves vibrações, algo normal nos motores de três cilindros, mas nada que incomode demais. A rumorosidade também não é muito alta. A lista do Programa de Etiquetagem Veicular (PBEV) do INMETRO confirmou o motor Puretech como o mais econômico do Brasil em 2016, recebendo a classificação AAA.
Também em 2016, no quesito da segurança, o C3 obtém quatro estrelas em relação à proteção de adultos e duas na de crianças no teste da Latin NCAP. O relatório indica que a estrutura é instável, mas que pelo fato de ter airbags frontais fica garantida a proteção ao passageiro adulto. Além disso, dito relatório sublinha que, a diferença do modelo europeu, o C3 brasileiro carece de airbags laterais e ancoragem Isofix (para fixar aos bancos às cadeiras infantis).
Sobre a possibilidade de nacionalizar o motor, PSA não a descarta, mas a sua futura fabricação vai estar condicionada à conjuntura do mercado; produzindo menos de 100.000 unidades no ano não resulta rentável. Tanto em 2016 quanto em 2017 esse objetivo não foi atingido.
Em 2017, o C3 ganha nova caixa automática de marchas, EAT6, de 6 velocidades, da marca japonesa Aisam. Aproveitando esta mudança, o motor VTi 120 Start Flex recebeu uma atualização que levou a sua potência até 118 cv a 5.750 rpm e o torque até 16,0 kgfm a 4.750 rpm. As vendas no ano ficaram estagnadas na casa das 800 unidades mensais, bem por baixo do habitual até 2014.
Em 2018, numa tentativa de frear o declínio comercial enquanto se resolve sobre a substituição da segunda geração, o C3 ganha uma nova versão pseudoaventureira: Urban Trail. Ela se oferece exclusivamente com motor de 1.6 de 118 cv e câmbio automático. Visualmente se distingue pela pintura em dois tons – o teto sempre preto, rodas em liga leve, airbumps na base das portas inspirados nos do mais moderno C4 Cactus e os para-lamas como molduras plásticas. Já no interior, os bancos têm estofado em dois tons e o nome da versão bordado. Contudo, A PSA não logra deter a tendência negativa, vendendo em média apenas 530 unidades mensais durante todo o ano de 2018.

### Terceira geração (2022 – atualmente)
No final do ano 2016 é lançada a terceira geração do C3 na Europa com grande sucesso de vendas. Segundo o departamento de marketing da empresa, este cogitou lançar o modelo. Foi feita uma clínica logo do lançamento na Europa com potenciais consumidores e não gostaram do modelo. Diante dessa realidade, e levando em conta o panorama ruim do mercado, resolveram que não valia a pena trazer um carro com altos custos de produção e que deveria ficar em produção durante 8 anos. Mas também influiu outro fato, em 2019 o grupo PSA vai começar a produzir a plataforma modular CMP para todos os modelos do segmento B lançados na região sul-americana – o modelo europeu utiliza a plataforma PF1 da geração anterior, embora modificada. Segundo PSA, a plataforma CMP, destinada aos mercados emergentes, vai permitir acompanhar os lançamentos globais do grupo num prazo bem menor que o habitual, com alta exigência de qualidade. Mas serão versões específicas, com equipamentos e motores adequados às características de cada mercado. Portanto, a próxima geração do C3 para América Latina, se houver, será desenvolvida sobre a plataforma CMP.
Em outubro de 2019, diversas médias brasileiras informam sobre os planos da PSA para o lançamento de uma nova geração do C3 em 2021. O novo modelo, código interno SC21, está sendo desenvolvido na Índia por Tata Consultancy Services. Segundo as informações, a terceira geração brasileira será diferente da europeia, já não é mais um compacto premium e sim um carro baixo custo, mais perto conceptualmente do Renault Kwid, com as prestações de um Chevrolet Onix. A previsão é que o modelo, que trará a plataforma CMP (desenvolvida conjuntamente por PSA e o seu sócio chinês Dongfeng), equipe o motor 1.2 nas suas versões aspirada e turbo. Cabe sublinhar que, uns dias após de ter notícias sobre o novo C3 brasileiro, foi feito o anúncio de fusão entre a PSA e a FCA, na última semana de outubro.
Em abril de 2020, o projeto C21 já estava bem avançado. Durante vários meses um protótipo com a carroçaria do Peugeot 208 fez testes na Índia. A previsão é construir as primeiras unidades pre-série na fábrica de Porto Real em junho, mas a crise do coronavírus provavelmente atrasará o cronograma. Citroën já confirmara o lançamento para 2021, mas até aquele ano não foi revelada a carroçaria definitiva. E enfim, depois de muitas especulações e demora da Stellantis, finalmente a terceira geração do C3 foi apresentada nas concessionárias. Por causa da estratégia da holding em ofertar a marca como sendo de entrada, o Citroën C3 adicionou em seu capô, o motor 1.0 FireFly, o mesmo equipado nos Fiat Argo e Cronos, além do Peugeot 208. Para cortar custos, o veículo teve seu acabamento meio empobrecido, mesmo ganhando mais design e inspirações no Citroën C4 Cactus principalmente em seu interior, onde o todo o material é em plástico duro. Apesar dos revéses, o modelo é vendido em quatro versões: Live e Feel, com motores 1.0 FireFly da Fiat, e câmbio manual de 5 marchas; o PureTech com o motor 1.2 Puretech, e câmbio manual ou automático de 6 marchas e o First Edition que fornece o motor 1.6 THP e só é vendido com o câmbio automático de 6 marchas. O C3 possui uma versão elétrica chamado E-C3, mas só está disponível na Índia. Não há planos da Stellantis em trazer o veículo ao Brasil. Em 2023, o Citroën C3 ganhou o prêmio de melhor carro urbano na 19a edição do "World Car Awards" no salão de Nova York. Outro prêmio que a marca da Stellantis ganhou com o veículo, foi com a revista Car Magazine como "Melhor Carro Nacional" em novembro de 2022. Em 2024, o C3 ganhou o motor 1.0 GSE T200 utilizado em vários veículos da Stellantis com uma nova versão chamada YOU!. Este veículo também ganhou o inédito câmbio continuamente variável que simula 7 marchas.  Esta versão nova retirou de linha o motor 1.6 THP e câmbio automático de 6 marchas que o veículo tinha. 

### Teste de segurança
A versão indiana do C3 conseguiu nota zero no Latin NCAP. 

### Emplacamentos[22]
| Ano           | 2003  | 2004  | 2005   | 2006   | 2007   | 2008   | 2009   | 2010   | 2011   | 2012   | 2013   | 2014   | 2015   | 2016   | 2017  | 2018  | 2019  |
| ------------- | ----- | ----- | ------ | ------ | ------ | ------ | ------ | ------ | ------ | ------ | ------ | ------ | ------ | ------ | ----- | ----- | ----- |
| Emplacamentos | 4.164 | 7.801 | 12.791 | 22.272 | 29.508 | 35.835 | 33.542 | 39.930 | 37.572 | 34.922 | 33.668 | 28.740 | 17.108 | 11.824 | 9.881 | 6.378 | 2.857 |
| Participação  | 0,34% | 0,59% | 0,89%  | 1,36%  | 1,41%  | 1,53%  | 1,27%  | 1,40%  | 1,29%  | 1,12%  | 1,11%  | 1,03%  | 0,81%  | 0,70%  | 0,53% | 0,30% | 0,13% |

### Motores e transmissões
| CITROËN C3 (PRIMEIRA GERAÇÃO)    | CITROËN C3 (PRIMEIRA GERAÇÃO) | CITROËN C3 (PRIMEIRA GERAÇÃO) | CITROËN C3 (PRIMEIRA GERAÇÃO) | CITROËN C3 (PRIMEIRA GERAÇÃO) | CITROËN C3 (PRIMEIRA GERAÇÃO) | CITROËN C3 (PRIMEIRA GERAÇÃO) | CITROËN C3 (PRIMEIRA GERAÇÃO)            | CITROËN C3 (PRIMEIRA GERAÇÃO) |
| Modelo                           | Modelo                        | Cilindrada (cm3)              | Potência (gasolina)           | Torque (gasolina)             | Potência (etanol)             | Torque (etanol)               | Câmbio                                   | Período de produção           |
| -------------------------------- | ----------------------------- | ----------------------------- | ----------------------------- | ----------------------------- | ----------------------------- | ----------------------------- | ---------------------------------------- | ----------------------------- |
| GLX                              | 1.4 8v                        | 1.360 cm3                     | 75 cv a 5.400 rpm             | 12,5 kgfm a 3.400 rpm         |                               |                               | Mecânico de 5 marchas                    | 2004-2005                     |
| GLX                              | 1.4 8v Flex                   | 1.360 cm3                     | 80 cv a 5.250 rpm             | 12,6 kgfm a 3.250 rpm         | 82 cv a 5.250                 | 12,6 kgfm a 3.250 rpm         | Mecânico de 5 marchas                    | 2006-2012                     |
| Exclusive                        | 1.4 8v Flex                   | 1.360 cm3                     | 80 cv a 5.250 rpm             | 12,6 kgfm a 3.250 rpm         | 82 cv a 5.250                 | 12,6 kgfm a 3.250 rpm         | Mecânico de 5 marchas                    | 2007-2012                     |
| GLX Exclusive                    | 1.6 16v                       | 1.587 cm3                     | 110 cv a 5.750 rpm            | 15,3 a 4.000 rpm              |                               |                               | Mecânico de 5 marchas                    | 2003-2005                     |
| GLX                              | 1.6 16v Flex                  | 1.587 cm3                     | 110 cv a 5.660 rpm            | 14,5 kgfm a 4.000 rpm         | 113 cv a 5.600 rpm            | 15,8 kgfm a 4.000 rpm         | Mecânico de 5 marchas                    | 2005-2010                     |
| Exclusive                        | 1.6 16v Flex                  | 1.587 cm3                     | 110 cv a 5.660 rpm            | 14,5 kgfm a 4.000 rpm         | 113 cv a 5.600 rpm            | 15,8 kgfm a 4.000 rpm         | Mecânico de 5 marchas                    | 2005-2012                     |
| GLX                              | 1.6 16v Flex                  | 1.587 cm3                     | 110 cv a 5.660 rpm            | 14,5 kgfm a 4.000 rpm         | 113 cv a 5.600 rpm            | 14,5 kgfm a 4.000 rpm         | automático sequencial de 4 marchas (AL4) | 2009-2010                     |
| Exclusive Exclusive Solar Sonora | 1.6 16v Flex                  | 1.587 cm3                     | 110 cv a 5.660 rpm            | 14,5 kgfm a 4.000 rpm         | 113 cv a 5.600 rpm            | 14,5 kgfm a 4.000 rpm         | automático sequencial de 4 marchas (AL4) | 2008-2012                     |

| CITROËN C3 (SEGUNDA GERAÇÃO)  | CITROËN C3 (SEGUNDA GERAÇÃO) | CITROËN C3 (SEGUNDA GERAÇÃO) | CITROËN C3 (SEGUNDA GERAÇÃO) | CITROËN C3 (SEGUNDA GERAÇÃO) | CITROËN C3 (SEGUNDA GERAÇÃO) | CITROËN C3 (SEGUNDA GERAÇÃO) | CITROËN C3 (SEGUNDA GERAÇÃO)               | CITROËN C3 (SEGUNDA GERAÇÃO) |
| Modelo                        | Modelo                       | Cilindrada (cm3)             | Potência (gasolina)          | Torque (gasolina)            | Potência (etanol)            | Torque (etanol)              | Câmbio                                     | Período de produção          |
| ----------------------------- | ---------------------------- | ---------------------------- | ---------------------------- | ---------------------------- | ---------------------------- | ---------------------------- | ------------------------------------------ | ---------------------------- |
| Origine Attraction Tendance   | 1.5 8v                       | 1.449 cm3                    | 89 cv a 5.500 rpm            | 13,5 kgfm a 3000 rpm         | 93 cv a 5.500 rpm            | 14,2 kgfm a 3.000 rpm        | Mecânico de 5 marchas                      | 2012-2016                    |
| Origine Attraction Tendance   | 1.2 Puretech                 | 1.199 cm3                    | 84 cv a 5.750 rpm            | 12,2 kgfm a 2.750 rpm        | 90 cv a 5.750 rpm            | 13 kgfm a 2.750 rpm          | Mecânico de 5 marchas                      | 2016-                        |
| Attraction Tendance Exclusive | VTi 120 Flex Start           | 1.587 cm3                    | 115 cv a 6.000 rpm           | 15,5 kgfm a 4.000 rpm        | 122 cv a 5.800 rpm           | 16,4 kgfm a 4.000 rpm        | automático sequencial de 4 marchas (ATE 8) | 2012-2017                    |
| Attraction Tendance Exclusive | VTi 120 Flex Start           | 1.587 cm3                    | 115 cv a 5.750 rpm           | 16,1 kgfm a 4.000 rpm        | 118 cv a 5.750 rpm           | 16,1 kgfm a 4.750 rpm        | automático sequencial de 6 marchas (EAT 6) | 2017-                        |

## Galeria
- Primeira geração (2002-09)
- Segunda geração (2009-16)
- Terceira geração (2016-presente)

## Estatísticas
| 2001  | 2002    | 2003    | 2004    | 2005    | 2006    | 2007    | 2008    | 2009    | 2010    | 2011    | 2012    | 2013    | 2014    | 2015    | 2016    | 2017    | 2018    | 2019    |
| ----- | ------- | ------- | ------- | ------- | ------- | ------- | ------- | ------- | ------- | ------- | ------- | ------- | ------- | ------- | ------- | ------- | ------- | ------- |
| 1.298 | 136.530 | 290.666 | 285.858 | 247.175 | 210.880 | 201.083 | 170.036 | 168.507 | 230.093 | 181.950 | 150.203 | 113.625 | 129.612 | 123.443 | 133.566 | 205.272 | 208.941 | 210.465 |

| País/região | 2003   | 2004    | 2005    | 2006    | 2007    | 2008    | 2009    | 2010    | 2011    | 2012    | 2013    | 2014    | 2015    | 2016    | 2017    | 2018    | 2019    |
| ----------- | ------ | ------- | ------- | ------- | ------- | ------- | ------- | ------- | ------- | ------- | ------- | ------- | ------- | ------- | ------- | ------- | ------- |
| Mundo       |        | 362.400 | 306.300 | 286.700 | 276.800 | 242.100 | 226.700 | 305.600 | 255.312 | 215.751 | 267.092 | 248.204 | 212.900 | 235.850 | 255.227 | 252.117 | 240.522 |
| Espanha     |        |         |         |         |         |         |         |         |         |         |         | 14.151  | 13.444  | 14.429  | 20.737  | 20.729  | 21.646  |
| França      | 83.533 | 86.875  | 79.259  | 70.246  | 61.522  | 60.136  | 105.744 | 130.686 | 110.904 | 85.931  | 53.176  | 59.627  | 56.382  | 51.843  | 67.276  | 77.937  | 80.757  |
| Itália      |        |         |         |         |         |         |         | 48.731  | 34.124  | 29.735  | 18.296  | 18.147  | 20.295  | 23.965  | 41.986  | 40.764  | 40.776  |
| Alemanha    |        | 14.908  | 11.925  | 12.207  | 9.281   | 6.925   | 18.940  | 16.619  | 11.742  | 10.315  | 7.608   | 9.922   | 6.689   | 8.446   | 16.365  | 21.844  | 17.707  |
| Dinamarca   |        |         |         |         |         |         |         |         |         |         |         |         |         | 3.331   | 3.438   | 5.163   | 6.914   |
| Suíça       |        |         |         |         |         |         |         |         |         |         | 1.560   | 2.464   | 2.282   | 1.798   | 2.391   | 1.682   | 1.418   |
| Finlândia   |        |         |         |         |         |         |         | 716     | 642     | 506     | 464     | 556     | 663     | 613     | 633     | 1.122   | 1.117   |